# Kościół Macierzyństwa Najświętszej Maryi Panny w Benicach
Kościół Macierzyństwa Najświętszej Maryi Panny w Benicach – parafialny kościół poewangelicki z 1899 roku, położony w Benicach, w województwie zachodniopomorskim, w powiecie kamieńskim, w gminie Kamień Pomorski.

## Opis
Kościół zbudowano w stylu neogotyckim. Przykryty jest dachem dwuspadowym. Sklepienie kościoła jest krzyżowo-żebrowe. Jest to budynek jednonawowy, orientowany, zbudowany na planie prostokąta z wydzielonym trójbocznym prezbiterium, w którym znajdują się okna ozdobione witrażami. Przedstawione są na nich narodziny Jezusa, jego śmierć oraz zmartwychwstanie. Na ołtarz główny składa się tryptyk z figurą Matki Boskiej z Dzieciątkiem w centralnej części oraz w bocznych zwiastowanie i wizyty Trzech Królów. Koło prezbiterium jest drewniana ambona z baldachimem i złoconymi dekorowaniami w stylu neogotyckim. Na wyposażeniu kościoła jest drewniana chrzcielnica.  
Od strony zachodniej do kościoła przylega wieża. Dawniej znajdowały się na niej dzwony z lat 1589, 1698 i 1899. Obecnie na wieży umieszczony jest zegar. Do kościoła wchodzi się przez portal z wimpergą, która ozdobiona jest żabkami z kwiatonami. Na wimperdze znajduje się blenda z płaskorzeźbą przedstawiającą twarz Chrystusa. 

## Historia
Kościół zbudowany został w roku 1899 przez Rodenwaldta z Grific. W czasach powojennych kościół poświęcony został 14 lipca 1945 roku, a erygowany (wraz z parafią) 31 grudnia 1986 roku. 